# WWFインターコンチネンタル・タッグチーム王座
WWFインターコンチネンタル・タッグ王座（WWF Intercontinental Tag Team Championship）は、WWFが管理、認定していた王座。

## 歴史
1991年1月7日、WWFがユニバーサル・プロレスリングとの業務提携を記念して創設。同日、ペロ・アグアヨ&グラン浜田組を初代王者に認定。7月、WWFがユニバーサルとの業務提携解消により封印。

## 歴代王者
| 歴代 | タッグチーム              | 防衛回数 | 獲得日付     | 獲得場所（対戦相手・その他）       |
| ---- | ------------------------- | -------- | ------------ | ---------------------------------- |
| 初代 | ペロ・アグアヨ&グラン浜田 | 0        | 1991年1月7日 | 日本 WWFが王者に認定 1991年7月封印 |